# Johann Jakob von Wunsch
Pour les articles homonymes, voir Wunsch.
Johann Jakob von Wunsch, né Wünsch (né le 22 décembre 1717 à Heidenheim et mort le 18 octobre 1788 à Prenzlau) est un général d'infanterie prussien.

## Biographie
Son père est fourreur à Heidenheim. Son grand-père Johann Georg Wünsch est également citoyen et maître fourreur de Heidenheim vers 1680. Il peut se permettre de laisser son fils s'entraîner à l'école des cadets. Il est initialement au service du Wurtemberg. Son régiment combat alors pour l'Autriche dans les Balkans contre les Turcs. Entre 1737 et 1739, il participe aux batailles de Banjaluka, Kornia, Meadia, Kruzla et Panczowa. En 1739, il devient lieutenant mais sans perspective de promotion. Il entre donc au service bavarois dans le régiment de hussards Frangipani (comme le futur général Nikolaus von Luckner). Dans le cadre de la guerre de Succession d'Autriche, le régiment est envoyé en Hollande en 1745, où il prend part aux batailles de Rocourt et de Lauffeld. Après la paix de 1748, il séjourne d'abord en Hollande.
Au début de la guerre de Sept Ans en 1756, il relève de l'armée prussienne et devient lieutenant-colonel dans le bataillon libre Angelelli (de). Il propose de nombreuses améliorations dans l'organisation de l'armée et sait également se distinguer militairement.

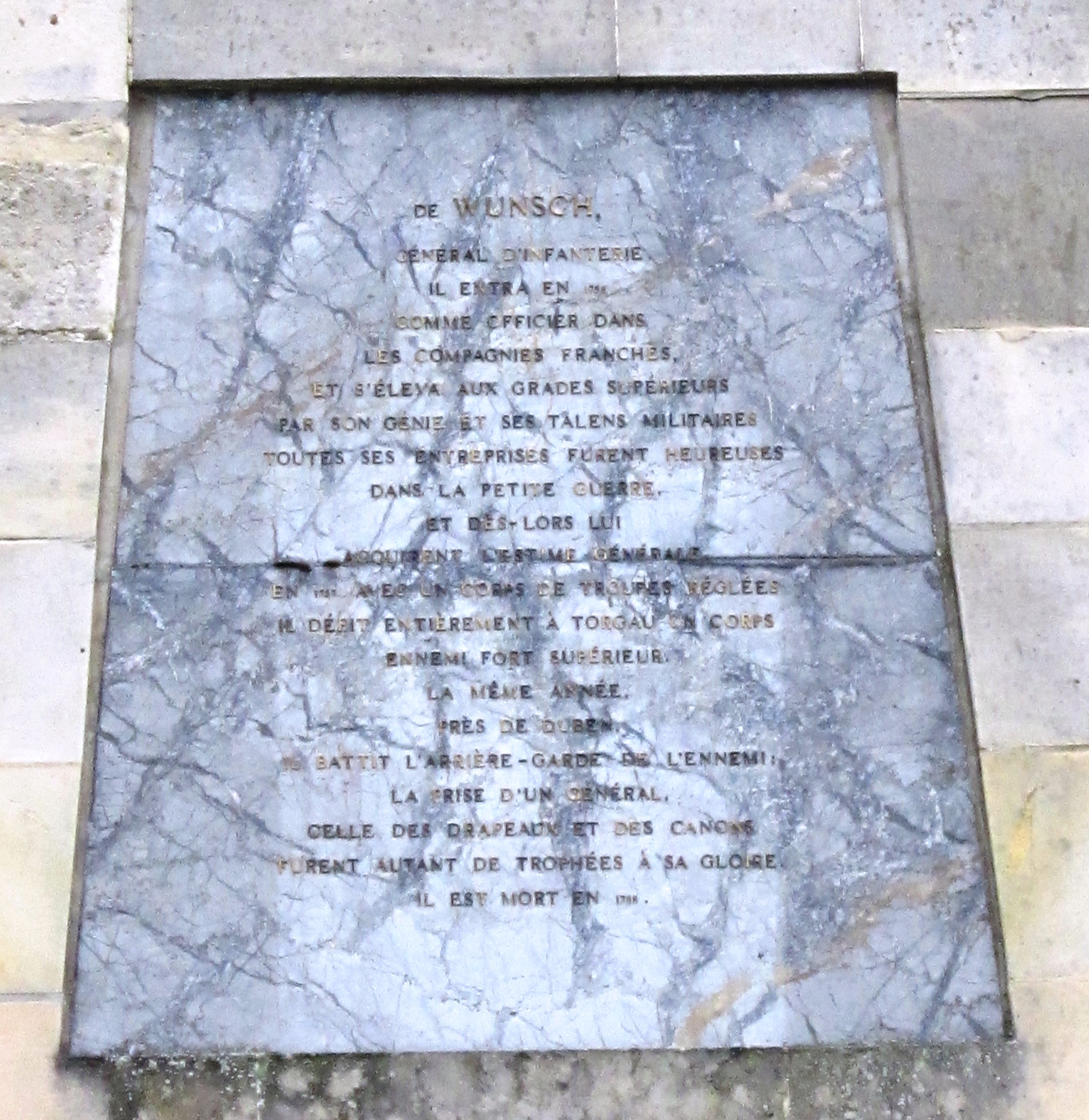
Tableau d'honneur pour JJv Wish à l'obélisque de Rheinsberg

Il attire l'attention d'Henri de Prusse et obtient de son frère, le roi Frédéric II, en 1758 l'autorisation de constituer leur propre corps franc à Halberstadt.
Celui-ci est combiné avec deux autres bataillons libres en juillet 1759, maintenant avec le désir de colonel. Dès le 10 août 1759, il est promu major général et dès le 12 août 1759, il doit faire ses preuves ; après la défaite de Kunersdorf, son corps est l'un des derniers opérationnels, et il est donc chargé de couvrir la retraite de l'armée vaincue et de protéger Berlin des Autrichiens. Il marche ensuite en Saxe avec 10 000 à 12 000 hommes.
Le 28 août 1759, il occupe Wittemberg, le 31 août Torgau et vainc les Autrichiens sous les ordres de Daniel Friedrich von Saint-André (de) le 8 septembre à Torgau, le 13 septembre il chasse les Français de Leipzig et le 29 octobre, il bat le général Josef von Brentano à Kemberg. Pour cela, il reçoit l'Ordre Pour le Mérite. Le 20 novembre 1759, il est pris au piège avec neuf autres généraux dans une bataille de Maxen. Le général commandant von Finck se rend pendant que Wunsch tente une évasion et est capturé dans l'action.
Après la guerre, en 1763, von Zieten est traduit en cour martiale pour la capitulation. Tous les généraux sauf Wunsch sont condamnés. Il reçoit le 12e régiment d'infanterie von Finck. En 1771, Frédéric II le nomme lieutenant général. Le général participe à la guerre de Succession de Bavière (1778/79) et est promu General der Infanterie en 1787. Le nouveau roi Frédéric-Guillaume II lui décerne le 22 mai 1787 l'Ordre de l'Aigle noir et l'anoblit par la même occasion.
Franz Kasimir von Kleist (1736-1808) lui succède en tant que commandant du 12e régiment d'infanterie.
Le prince Henri de Prusse lui dédie une plaque sur son obélisque de Rheinsberg.

## Famille
Il est marié à Joséphine le Roi. Ils ont un fils.